# داغداغان

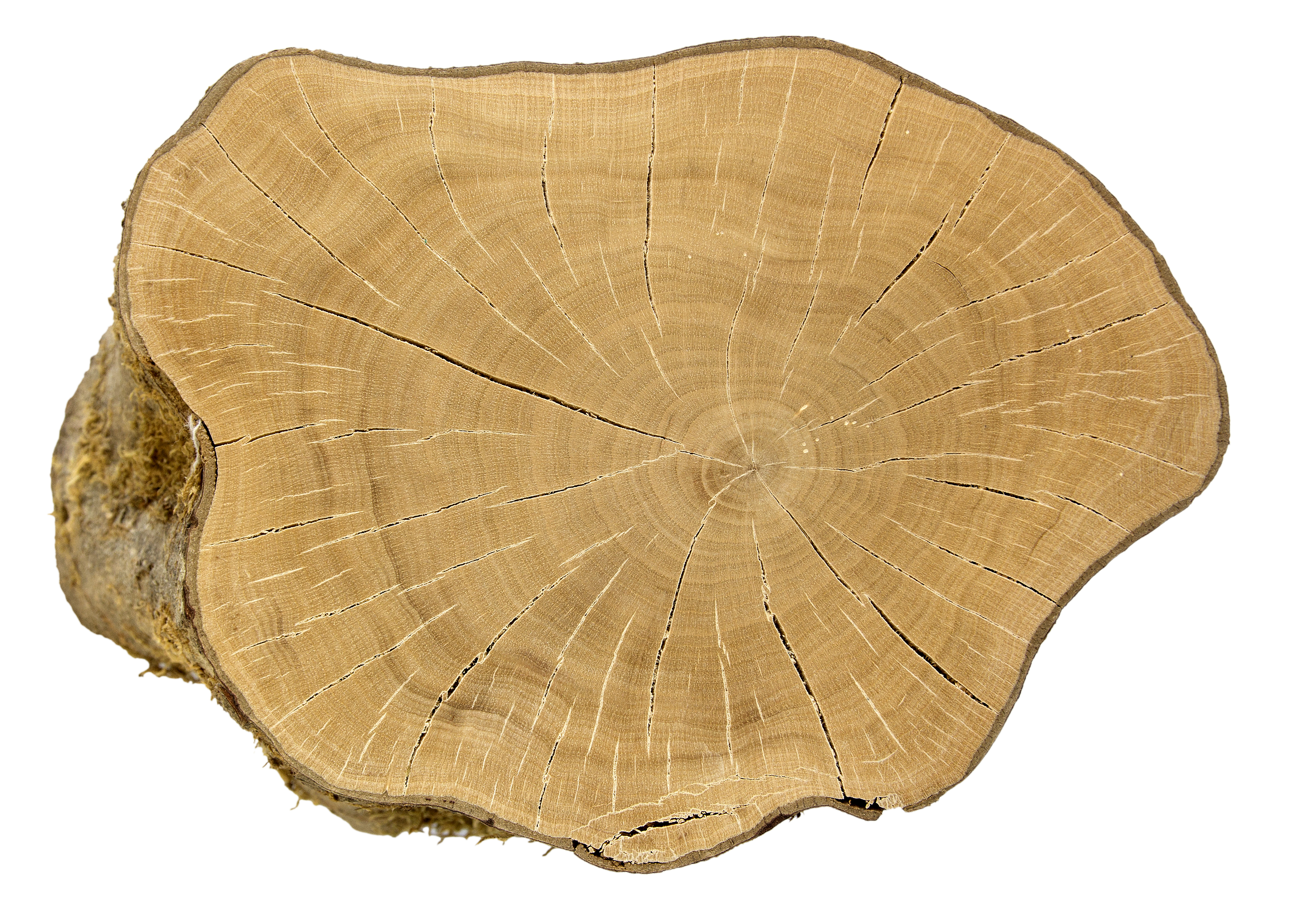
Celtis australis

داغداغان یا تاگوکTagouk یا ته گوک  که در افغانستان به آن توغ می‌گویند درختی است برگ‌ریز از راستهٔ گل سرخ∗ از تیرهٔ شاهدانگان∗ جنس داغداغان‌ها∗ که می‌تواند میان ۲۰ تا ۲۵ متر ارتفاع پیدا کند.
شاید این اسم تغییر یافته عبارت «داغ دوغان» باشد که یک عبارت ترکی زبان بوده و به معنای «زاده کوه یا کوهزاد» است.
داغداغان بیشتر به عنوان یک گیاه زینتی کاشت می‌شود زیرا در برابر آلودگی هوا مقاوم است و طول عمر زیادی دارد.
رویشگاه ته گوک / داغداغان مناطق سنگلاخی و باغچه‌ها و ایوان‌های طبیعی است.
این درخت در آبخیزداری و ایجاد پوشش در نقاط سنگلاخی کاربرد دارد.
کشت داغداغان موجب ایجاد امنیت در برابر خطرات سیل، فرسایش خاک و ریزش کوه و غیره می‌شود.
به نقل از لغتنامه دهخدا، در گویش اصیل شمیران تهران به درخت داغداغان «ته» و در گویش مردم دیلمستان به داغداغان تادانه می‌گویند.

## قداست درخت داغداغان در باورهای عامیانه
در میان مردمان کرد، لک و لر زبان به درخت داغداغان، «تاوی» گفته می‌شود. در فرهنگ عامیانهٔ مردم لک، مردم کرد و لر، درخت تاوی مقدس است. در منطقهٔ کرمانشاه برای جلوگیری از چشم زخم و آسیب و نیز به عنوان تبرک، از چوب درخت تاوی به گردن، دست، گهوارهٔ نوزادان و حتی برخی حیوانات مانند گاو و گوسفند که در زندگی عشایری برای مردم مهم هستند، می‌آویزند. مردم کرد در منطقهٔ کرمانشاه و مردم لک معتقدند بدترین چوب برای ساختن عصای چوپان‌ها چوب انار است و بهترین چوب، چوب تاوی است که با خیر و برکت گله همراه است. در جنوب شرقی روستای قلعه هرسم در استان کرمانشاه، محلی به نام دارتاوی قرار دارد که یک درخت کهنسال داغداغان (تاوی) در آنجا واقع است و چشمه‌ای بزرگ در پای آن قرار دارد. در در کنار قدمگاه محمد حنیفه واقع در دامنه کوه خاتون در جنوب شهر سوریان در شهرستان بوانات استان فارس نیز یک درخت داغداغان (تا) کهنسال وجود دارد که در فهرست آثار ملی ایران به ثبت رسیده‌است.
این درخت در فرهنگ مردم خراسان جنوبی و ترکمن‌ها نیز مقدس و محترم است. ترکمن‌ها چوب آن را به شکل خاص تراشیده و به گردن کودک می‌آویزند تا چشم نخورد. در خراسان به ویژه در زیبد چوب تراشیده آن به صورت + را بر بازوی کودکان می‌بستند تا از چشم بد و بیماری در امان باشند.
نقش داغداغان هم برای جلوگیری از «نظر خوردن» در فرش ترکمنی بافته می‌شود.. این درخت (تتونه دار) در قبرستان های مازندران نیز وجود دارد و میوه آن را نیز می‌خورند.

## پانویس

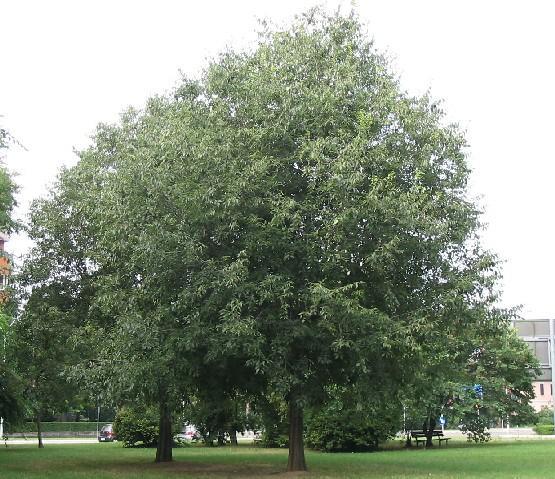
درخت داغداغان.